# Pont de Kvalsund
Le pont de Kvalsund (en norvégien : Kvalsundbrua) est un pont suspendu situé à Kvalsund, en Norvège.

## Caractéristiques
Le pont relie le continent européen à Kvaløya, au-dessus du Kvalsundet.
Ouvert en 1977, il mesure 741 m de haut pour une portée principale de 525 m. Son tablier se situe à 26 m au-dessus de la mer.